# Fazil
Fazil és una pel·lícula muda dramàtica estatunidenca de 1928 dirigida per Howard Hawks i escrita per Philip Klein i Seton I. Miller. La pel·lícula és protagonitzada per Charles Farrell, Greta Nissen, John Boles, Mae Busch, Tyler Brooke i John T. Murray . La pel·lícula va ser estrenada el 4 de juny de 1928 per Fox Film Corporation.

## Trama
El príncep Fazil es casa amb Fabienne, una parisenca, però el seu amor entra en crisi quan ella no s'adapta a la dura vida del desert. La dona es rebel·la i ell la deixa, preferint el seu estimat desert. Quan Fazil estableix un harem, Fabienne, gelosa, torna a ell i empeny les noies de l'harem al desert. Un equip arriba al socors de Fabienne i, durant la trobada, Fazil queda ferit de mort. Abans de morir, el príncep enverina la seva dona.

## Repartiment
- Charles Farrell com el príncep Fazil
- Greta Nissen com a Fabienne
- John Boles com a John Clavering
- Mae Busch com a Helen Dubreuze
- Tyler Brooke com Jacques Dubreuze
- John T. Murray com a gondoler
- Vadim Uraneff com a Ahmed.[4]
- Josephine Borio com a Aicha
- Eddie Sturgis com a Rice
- Erville Alderson com Iman Idris
- Dale Fuller com a Zouroya
- Hank Mann com a Ali